# Beckton (Londra)
Beckton è un quartiere del borgo londinese di Newham, nella zona orientale di Londra, situato a 13 km a est di Charing Cross.

## Geografia fisica
I suoi confini sono segnati dall'A13 a nord, dalla Barking Creek a est, dai Royal Docks a sud e dalla Prince Regent Lane a ovest. L'area attorno alla Prince Regent Lane, nota anche come Custom House, è famosa anche per la Dogana di Londra.
La Beckton moderna è suddivisa in cinque zone:
- East Beckton
- Mid Beckton
- North Beckton
- West Beckton
- South Beckton
- Cyprus, così chiamata in onore della conquista britannica dell'isola di Cipro, sottratta all'Impero ottomano nel 1878, quando il quartiere residenziale era in costruzione.

Tutte le zone hanno come codice postale E6.

## Storia
Posizione di Beckton all'interno della città di Londra in differenti anni:

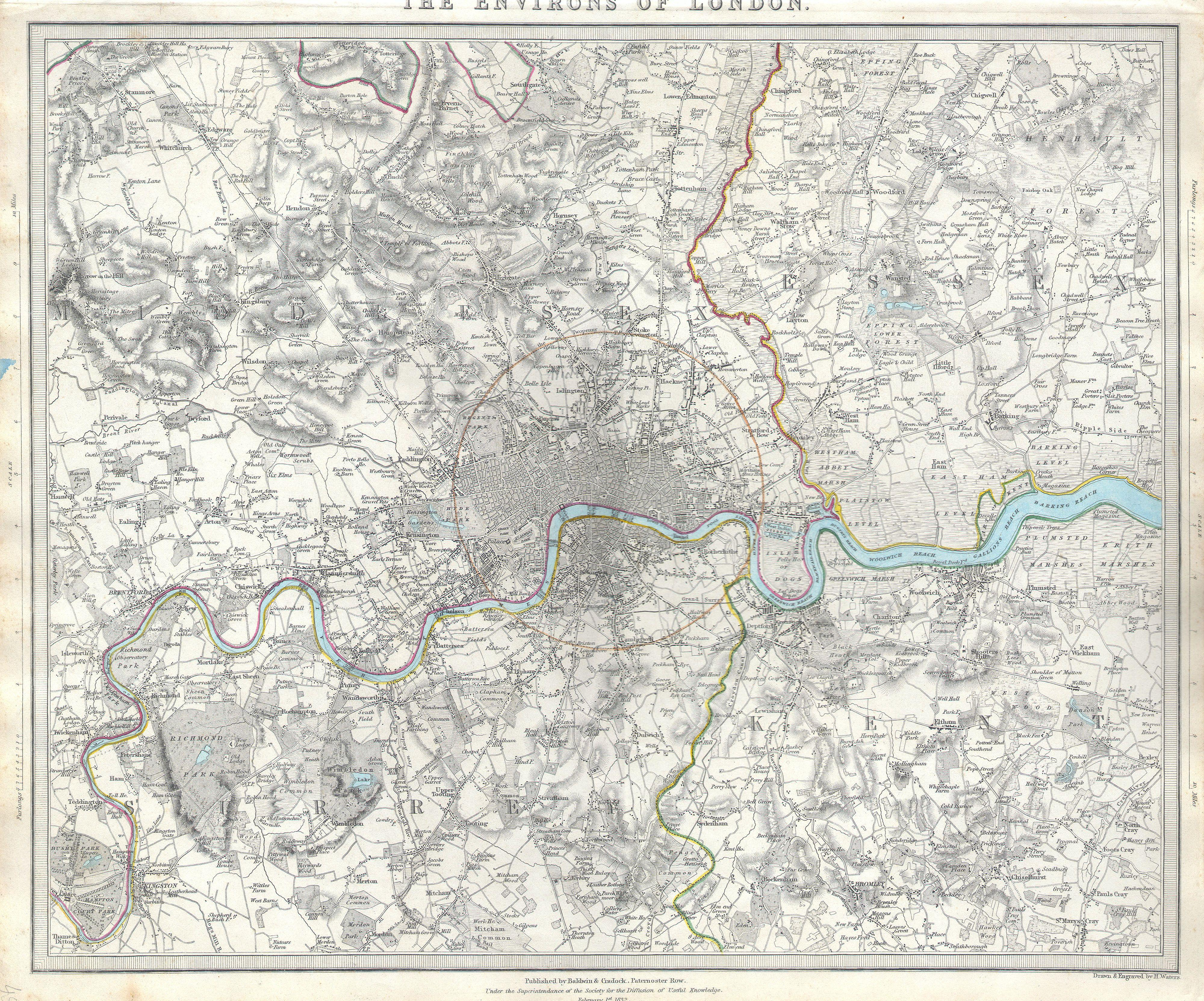
1832
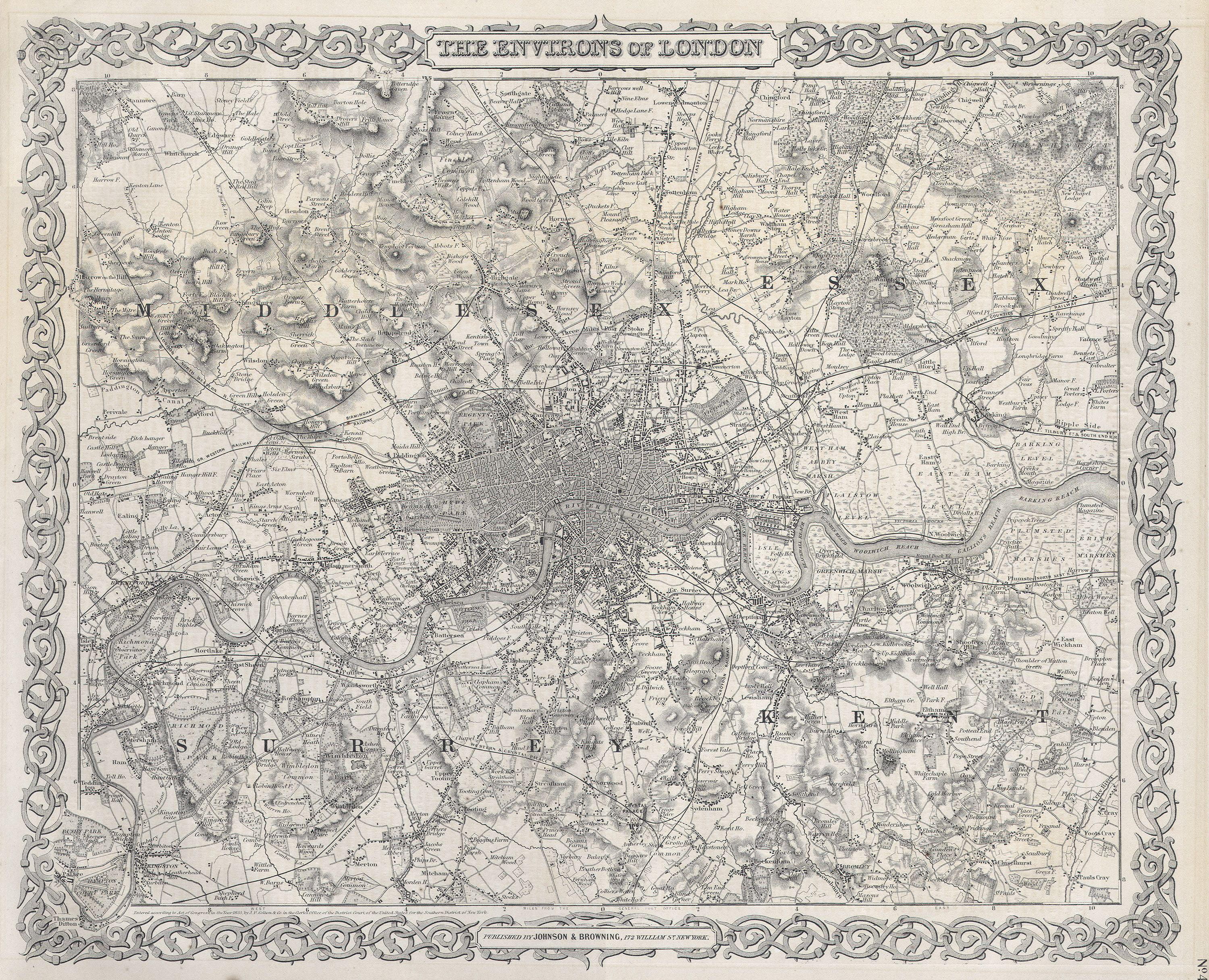
1855
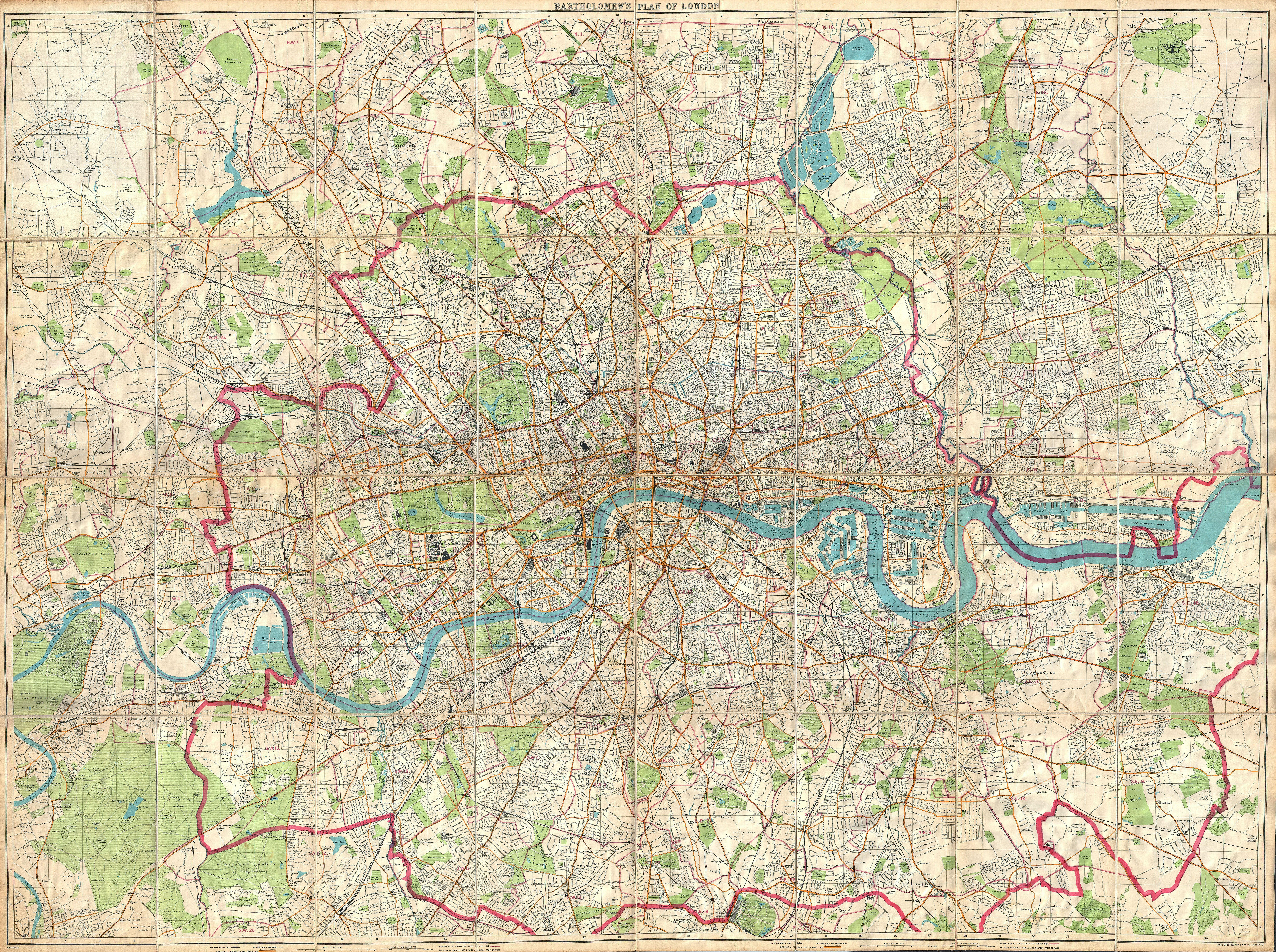
1899
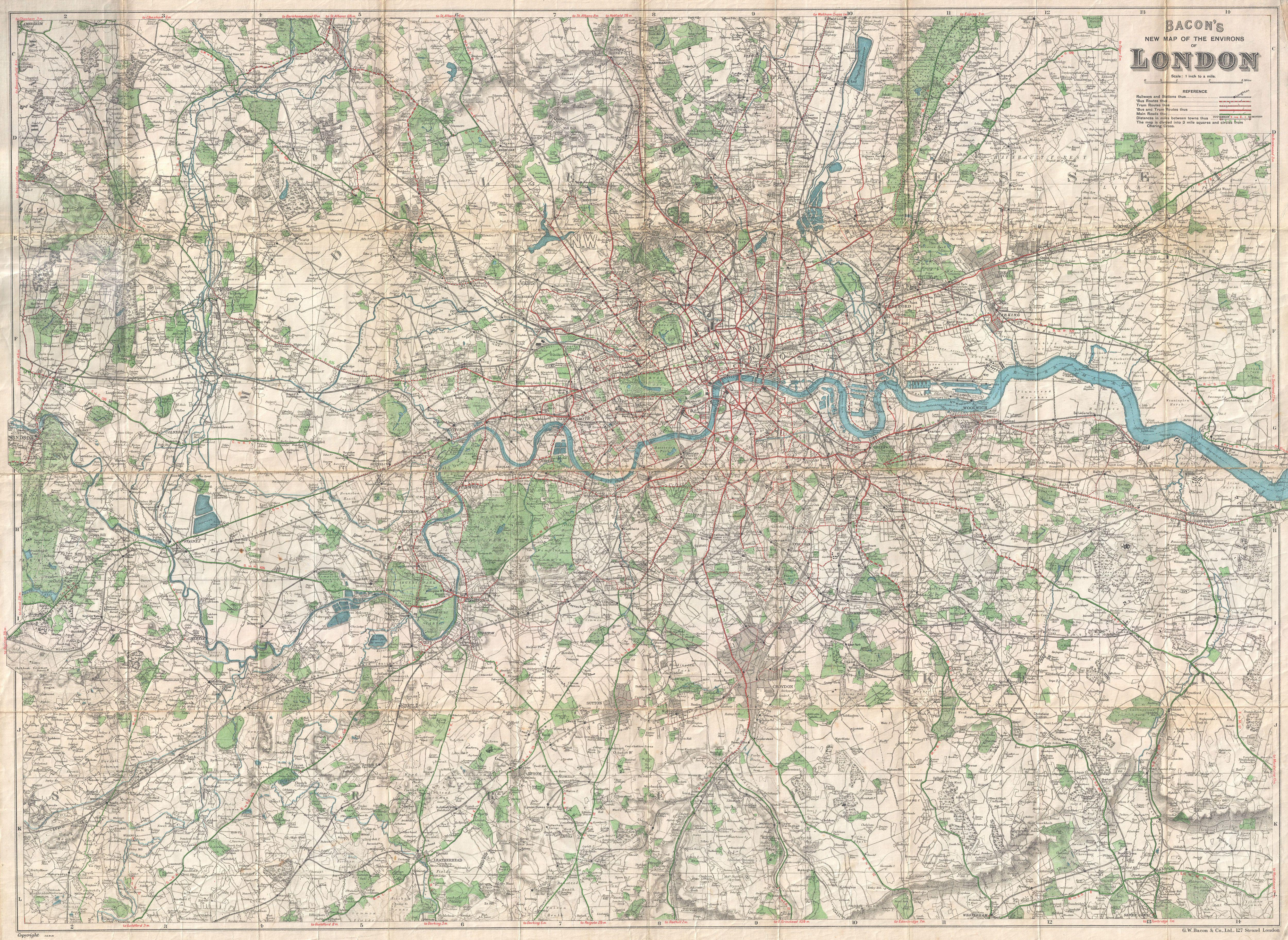
1920

Beckton era all'interno del Distretto urbano di East (successivamente borgo di contea di East Ham). Una piccola area lungo le rive del Tamigi era storicamente parte della parrocchia di Woolwich, del Kent, e divenne parte della Contea di Londra nel 1889; dal 1899, l'antica parrocchia di Woolwich annessa a Londra divenne borgo metropolitano di Woolwich.
Beckton (sia l'area precedentemente appartenente al Borgo metropolitano di Woolwich che quella appartenente a East Ham) è stata incorporata nel 1965 al borgo londinese di Newham.

### Officina del Gas di Beckton
Situato a nord e ad est del Royal Docks, in una zona era fortemente industrializzate, si trovava la Beckton Gas Works, la più grande officina di gas in Europa, che ha servito la capitale britannica fino al 1969.
Questa officina ha ricoperto un ruolo importante nella storia della città, tanto che la zona di Beckton in sé è stato chiamata in onore di Simon Adams Beck, il governatore della Gas Light and Coke Company, quando sono iniziati i lavori sul sito nel novembre del 1868.
Nelle adiacenze del Beckton Gasworks si trovava una fabbrica che produceva una grande varietà di prodotti, tra cui inchiostri, coloranti, naftalina, e fertilizzanti, tutti sottoprodotti del processo di trasformazione del carbone in carburante per la produzione di gas illuminante.
Quando la Gran Bretagna passa dall'utilizzo del gas illuminante al gas naturale del Mare del Nord nel 1969, le officine del gas sono state chiuse.

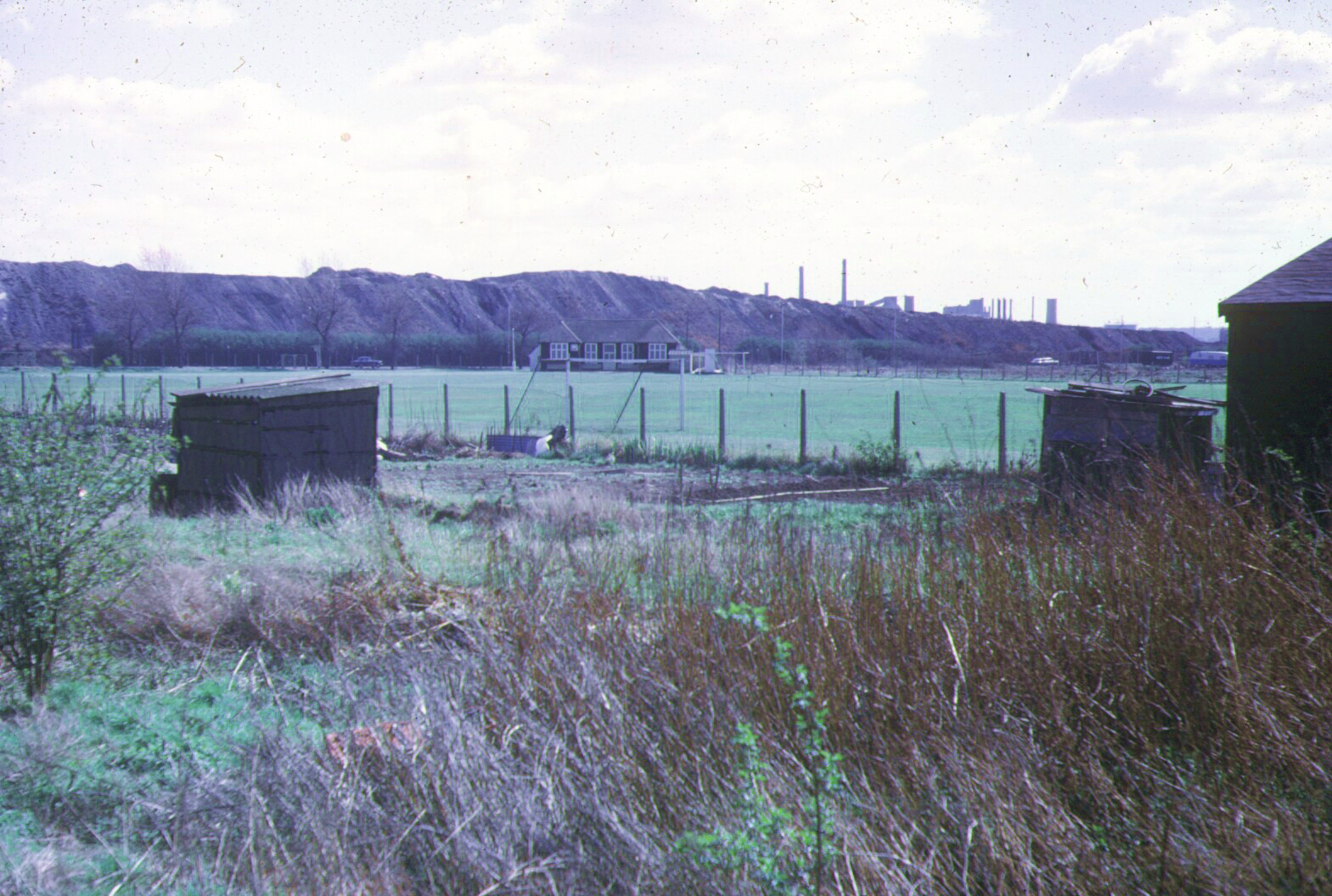
Beckton Alps nel 2010

L'ampio cumulo di materiale tossico di rifiuto del Gasworks era conosciuto ironicamente come "Alpi di Beckton".
Questo cumulo, di 25 metri di altezza, che precedentemente si estendeva dalla bocca di scarico meridionale della fogna fino alla Winsor Terrace, è stato utilizzato per un certo periodo di tempo (dal 1989 al 2001) come pista da sci artificiale: la Beckton Alps, che era stata aperta alla presenza della principessa Diana del Galles, aveva una piattaforma di osservazione in cima e un bar in stile svizzero ai piedi. Tuttavia, il sito è in stato di abbandono dopo la chiusura dovuta all'ampliamento della A13.

### Impianto di depurazione delle acque fognarie di Beckton

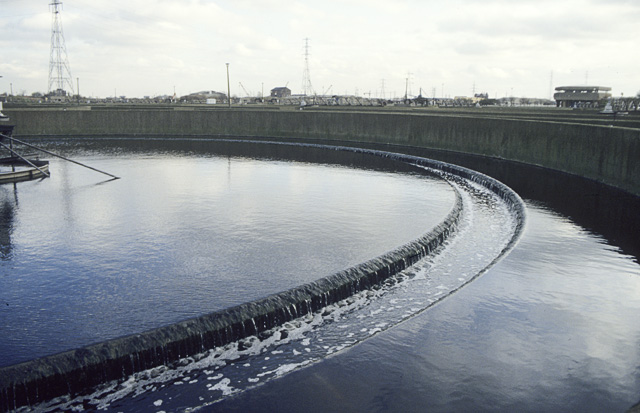
Impianto di depurazione fognaria di Beckton

L'altra maggiore industria di Beckton, ancora ad oggi florida, è il trattamento delle acque fognarie.
Aperto per la prima volta nel 1864 come parte dello schema di Joseph Bazalgette per eliminare le acque di scarico dal Tamigi (e dunque di ridurre la diffusione di malattie correlate), l'impianto di depurazione di Beckton, che si trova alla fine della rete di fognatura della riva nord del Tamigi (conosciuta come Northern Outfall Sewer), è il più grande impianto di depurazione d'Europa (il quarto nel mondo).
Precedentemente alla costruzione di questo impianto di depurazione, l'acqua veniva pompata direttamente nel fiume, senza essere trattata. Questo ha contribuito all'alto numero di morti (più di 600) a seguito del disastro della Princess Alice del 1878.
Nel 2005 è stata proposta in questo sito la costruzione di un impianto di dissalazione; tuttavia l'allora sindaco Ken Livingstone ha criticato questa proposta ritenendola ambientalmente inaccettabile.

## Cultura

### Istruzione

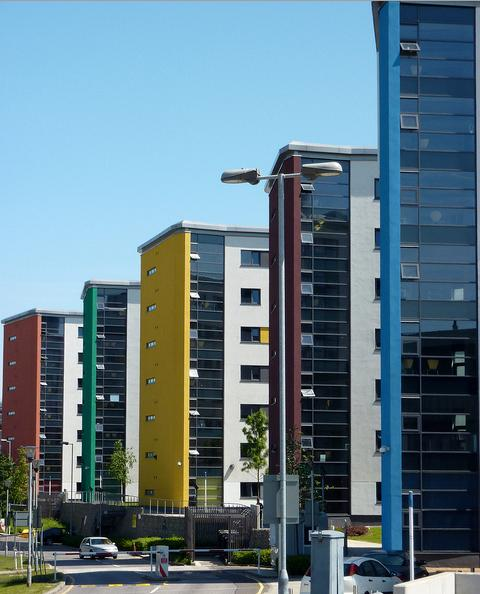
Alloggi degli studenti nel "Docklands Campus"

Nel 1999, apre, nel quartiere di Beckton, nella zona di Cyprus, la seconda sede (conosciuta come Docklands Campus dell'Università dell'East London (UEL).
Questa, che è l'unica sede oltre alla sede centrale di Stratford, è la grande sede dell'università.
Si trova nell'area riqualificata delle Docklands, dove un tempo si trovava il molo Royal Albert, chiuso alle rotte commerciali dagli anni 80.
I nuovi alloggi per gli studenti sono stati aperti nel 2008 e, ad oggi, il campus ospita 1200 camere per gli studenti, negozi, bar, un ristorante, e altri servizi.

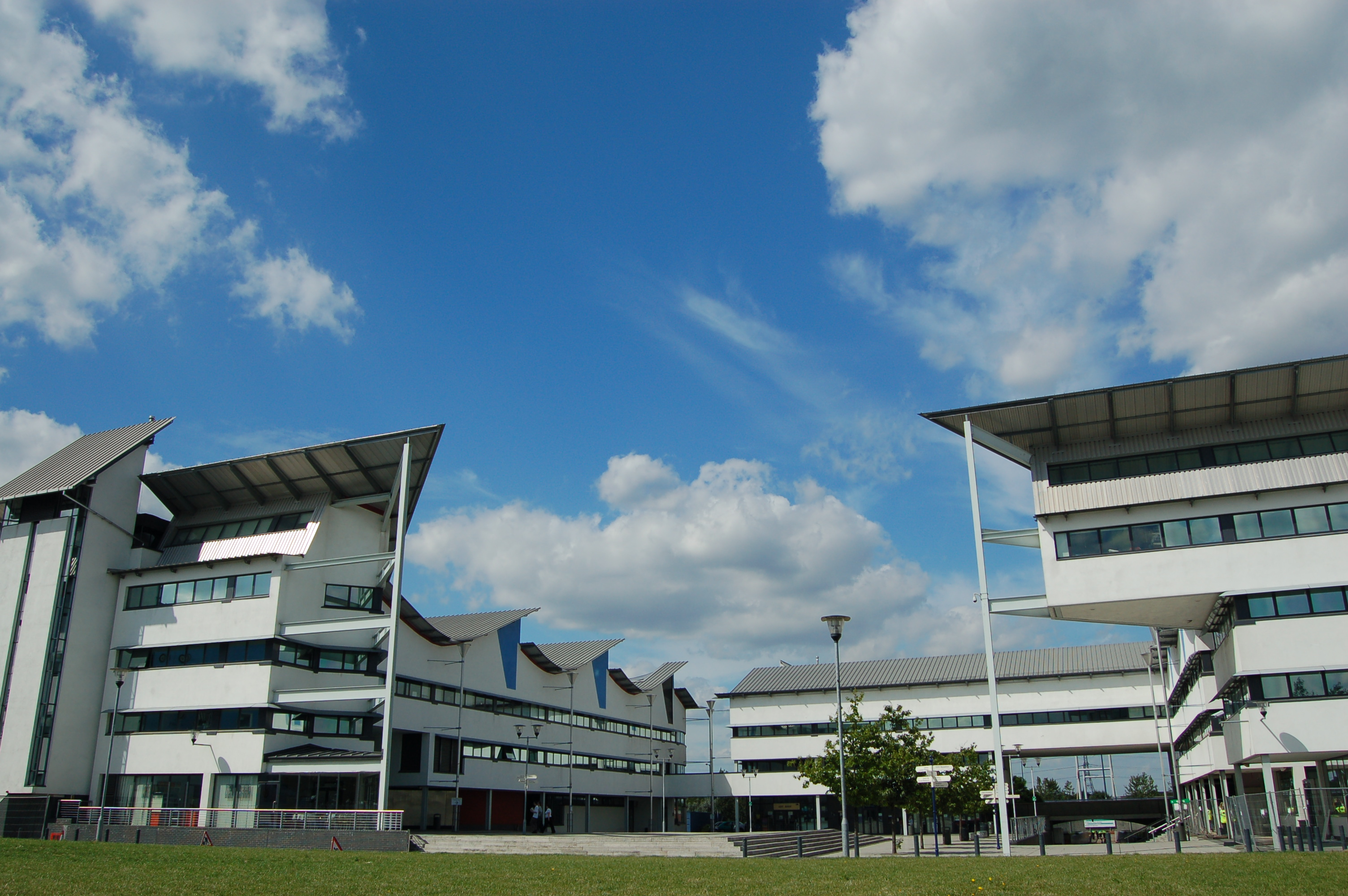
"The Square" nel Docklands Campus dell'UEL

Nel campus si trova anche il SportsDock, un centro sportivo e accademico, aperto nel marzo del 2012, e costato £21 milioni. Questo centro è stato utilizzato come centro di allenamento per gli Stati Uniti d'America durante le olimpiadi di Londra del 2012.

### Filmati girati a Beckton
L'officina del gas era ancora esistente, benché fosse già abbandonata, quando, nei primi anni 80, Stanley Kubrick era in cerca di un'area dove poter girare le scene di battaglia del suo film Full Metal Jacket. Le pareti degli edifici dell'officina vennero coperte con scritte in vietnamita, e poi vennero fatte esplodere in modo tale da ricordare la battaglia di Huế.
In questa stessa location sono stati girati, rispettivamente nel 1990 e nel 1997, il video del singolo "Arc-Lite" dei Loop e del singolo "D'You Know What I Mean?" degli Oasis.
Questo sito è, oggi, occupato dal parco commerciale di Gallions Reach.
Un altro noto film girato a Beckton e nelle aree circostanti, è il film della saga di James Bond, Solo per i tuoi occhi. Qui si può vedere una visuale aerea delle officine nei titoli di testa.
Beckton è stata usata come location anche del film di Michael Radford Orwell 1984, tratto dal romanzo di George Orwell, 1984. In questo film, le officine del gas vengono utilizzate come ambientazione per le "zone proletarie".

## Infrastrutture e trasporti

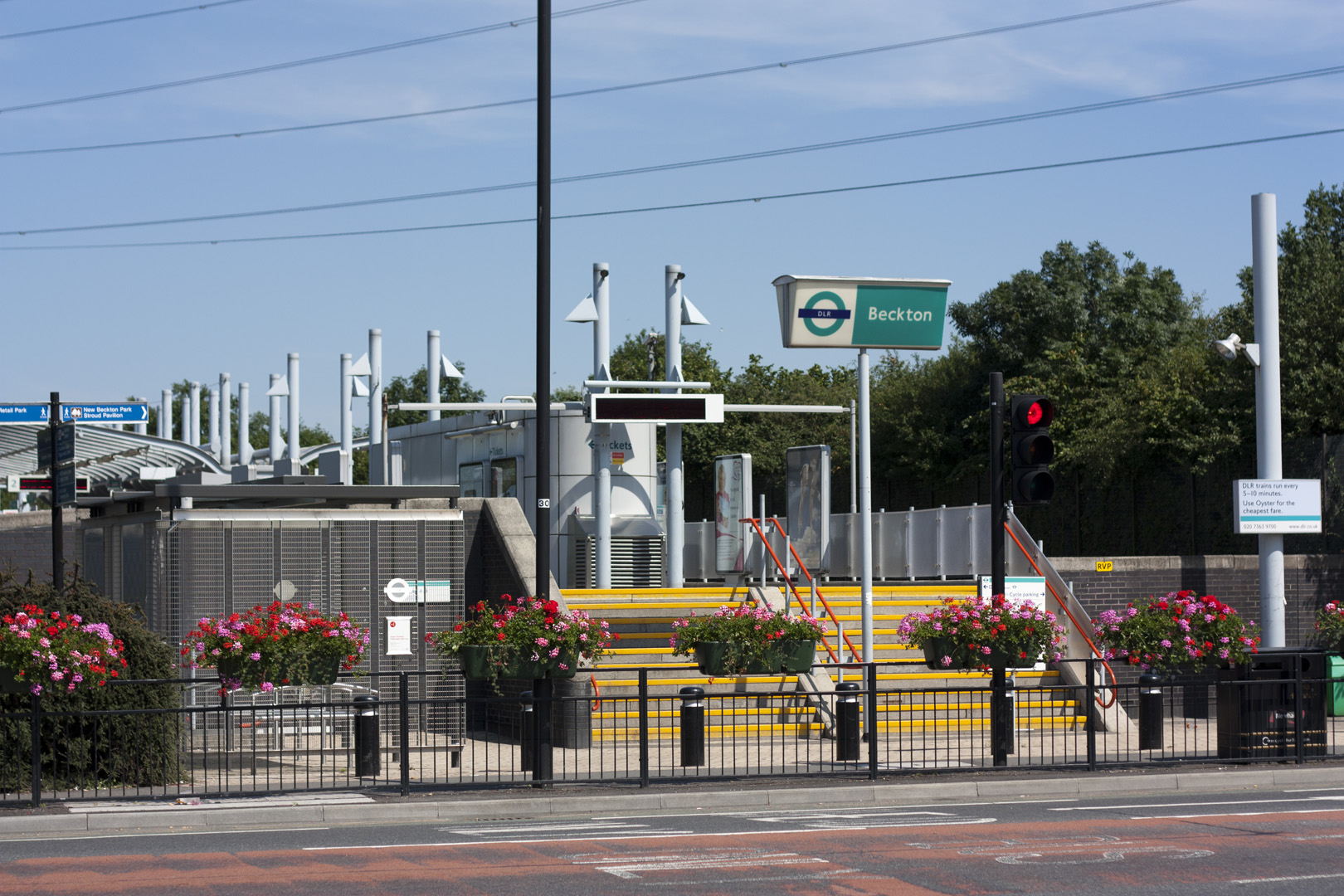
Stazione di Beckton

A Beckton si trovano varie stazioni della Docklands Light Railway, che servono le diverse zone del quartiere:
- Mid e North Beckton è servita dalla stazione di Beckton
- Cyprus è servita dalla stazione di Cyprus
- South Beckton è servita dalla stazione di Beckton Park
- West Beckton è servita dalla stazione di Royal Albert.

### Autobus
Varie linee di autobus servono il quartiere:
- 101 (Gallions Reach - Beckton - Wanstead)
- 104 (Stratford - Beckton North - Manor Park)
- 173 (Beckton Station - King George Hospital)
- 262 (East Beckton - Stratford)
- 300 (Canning Town - Beckton - East Ham)
- 325 (East Beckton - Prince Regents)
- 366 (Beckton Station - Redbridge)
- 376 (Beckton Station - East Ham)
- 474 (24h) (Canning Town - Beckton - Manor Park)
- la notturna N551 (Trafalgar Square - Beckton - Gallions Reach)

### Aeroporto di Londra City
L'aeroporto di Londra City è il più vicino al quartiere.